# Stavroupoli, Xanthi
Stavroupoli este un oraș în Grecia în prefectura Xanthi.